# マリン・アイアランド
マリン・アイアランド（Marin Ireland,  1979年8月30日 - ）は、アメリカ合衆国の女優である。

## 来歴
1979年、カリフォルニア州カマリロ生まれ。同州とコネチカット州にあるハートフォード大学などでパフォーミングアーツを学んだ。2001年にオフ・ブロードウェイ舞台でキャリアをスタート。2009年には『Reasons to be Pretty』という演目でブロードウェイデビューも果たした。その後も、数多くのブロードウェイ舞台や他州での公演などへ出演を重ね、舞台女優として大きな飛躍をしている。
テレビドラマや映画などでも活躍しており、近年ではジョヴァンニ・リビシが天才詐欺師に扮したテレビシリーズ『スニーキー・ピート』のレギュラーキャストとして出演。リビシ演じる主人公が身分を偽って入り込む一家の長女ジュリアを好演した。またウィル・スミス主演の『アイ・アム・レジェンド』やマーティン・スコセッシ監督の『アイリッシュマン』などの話題作へも顔を見せている。

## 出演作品

### 映画
- クライシス・オブ・アメリカ The Manchurian Candidate (2004)
- アイ・アム・レジェンド I Am Legend (2007)
- レイチェルの結婚 Rachel Getting Married (2008)
- The Loss of a Teardrop Diamond (2008)
- If You Could Say It in Words (2008)
- レボリューショナリー・ロード/燃え尽きるまで Revolutionary Road (2008)
- Brief Interviews with Hideous Men (2009)
- あるふたりの情事、28の部屋 28 Hotel Rooms (2012)
- 31年目の夫婦げんか Hope Springs (2012)
- パラノイド・シンドローム The Letter (2012)
- Sparrows Dance (2012)
- サイド・エフェクト Side Effects (2013)
- Bottled Up (2013)
- ファング一家の奇想天外な秘密 The Family Fang (2015)
- サマーフィーリング This Summer Feeling (2015)
- The Phenom (2016)
- 最後の追跡 Hell or High Water (2016)
- Some Freaks (2016)
- In the Radiant City (2016)
- ストレンジ・ワンズ The Strange Ones (2017)
- ピアッシング Piercing (2018)
- ミスエデュケーション The Miseducation of Cameron Post (2018)
- Light from Light (2019)
- アイリッシュマン The Irishman (2019)
- The Dark and the Wicked (2020)
- エンプティ・マン The Empty Man (2020)

### テレビドラマ
- LAW & ORDER:犯罪心理捜査班 Law & Order: Criminal Intent (2003, 2006)
- LAW & ORDER:性犯罪特捜班 Law & Order: Special Victims Unit (2006, 2015)
- ロー&オーダー Law & Order (2008)
- ミルドレッド・ピアース 幸せの代償 Mildred Pierce (2011)
- グッド・ワイフ The Good Wife (2011)
- 第一容疑者 Prime Suspect (2011)
- HOMELAND Homeland (2011, 2012)
- アンフォゲッタブル 完全記憶捜査 Unforgettable (2012)
- THE KILLING/キリング The Killing (2012, 2014)
- ザ・フォロイング The Following (2013)
- マスターズ・オブ・セックス Masters of Sex (2014)
- マダム・セクレタリー Madam Secretary (2014)
- GIRLS/ガールズ Girls (2015)
- エレメンタリー ホームズ&ワトソン in NY Elementary (2015)
- スニーキー・ピート Sneaky Pete (2015 - 2019)
- BULL / ブル 法廷を操る男 Bull (2018)
- グッド・ドクター The Good Doctor (2020)